# Acrodontium echinulatum
Acrodontium echinulatum är en svampart som beskrevs av P.M. Kirk 1983. Acrodontium echinulatum ingår i släktet Acrodontium, divisionen sporsäcksvampar och riket svampar.   Inga underarter finns listade i Catalogue of Life.